# Captain America: Civil War
Captain America: Civil War è un film del 2016 diretto da Anthony e Joe Russo.
Basato sul personaggio di Capitan America di Marvel Comics, è il 13º film del Marvel Cinematic Universe (MCU) e il primo della cosiddetta "Fase Tre", nonché sequel di Captain America: The Winter Soldier (2014).
Prodotta dai Marvel Studios e scritta da Christopher Markus e Stephen McFeely comprende un cast corale che include molti degli attori comparsi nei precedenti film del MCU. La trama del film trae ispirazione dalla serie a fumetti Civil War di Mark Millar, qui Captain America e Iron Man si ritrovano a capo di due opposti schieramenti di supereroi in seguito all'approvazione di una legge che regola le attività degli Avengers.
Lo sviluppo del film è iniziato a fine 2013, quando Markus e McFeely cominciarono a lavorare alla sceneggiatura. I fratelli Russo firmarono per dirigere il film a inizio 2014 in seguito ai responsi positivi ottenuti da The Winter Soldier. Il titolo del film è stato annunciato nell'ottobre 2014 insieme all'ingresso di Downey Jr. nel cast, e nei mesi seguenti vennero annunciati gli altri membri del cast.

## Trama
Nel 1991, gli agenti dell'Hydra in Siberia risvegliano Bucky Barnes dal suo sonno criogenico e lo trasformano nel Soldato d'Inverno, condizionandolo mentalmente in modo che obbedisca a chiunque reciti una specifica combinazione di parole. In seguito, Bucky viene inviato a recuperare da un'automobile una valigetta contenente dei campioni di siero del super-soldato, e uccide gli occupanti del veicolo.
Nel presente, circa un anno dopo la battaglia di Sokovia, Steve Rogers, Natasha Romanoff, Sam Wilson e Wanda Maximoff impediscono a Brock Rumlow di rubare un'arma biologica da un laboratorio a Lagos. Durante lo scontro Rumlow aziona un giubbotto esplosivo, suicidandosi; Wanda limita l'esplosione, uccidendo però diversi volontari del Wakanda, e aumentando la sfiducia della comunità internazionale nei confronti degli Avengers. Al quartier generale degli Avengers, il segretario di Stato Thaddeus Ross informa gli Avengers che le Nazioni Unite hanno stipulato gli Accordi di Sokovia, che stabiliranno un ente governativo internazionale per monitorare e decidere quando chiedere l'intervento degli Avengers. La squadra è divisa; Tony Stark sostiene la necessità di una supervisione esterna poiché si sente in colpa per aver creato Ultron e la conseguente distruzione di Sokovia, mentre Steve fatica a fidarsi dei governi e delle istituzioni dopo la caduta dello S.H.I.E.L.D., e ritiene che gli Avengers debbano essere liberi di decidere di propria volontà quando intervenire.
Non riuscendo a convincere Rogers, Romanoff si reca a Vienna per la ratifica degli Accordi, ma durante la conferenza una bomba uccide il re del Wakanda T'Chaka. Le telecamere di sicurezza rivelano che l'attentatore è Bucky, e le autorità hanno intenzione di sparargli a vista mentre il figlio di T'Chaka, T'Challa, decide di vendicarsi personalmente. Rogers e Wilson rintracciano Barnes a Bucarest e cercano di proteggerlo dalla polizia e da T'Challa; tutti e quattro vengono arrestati. Incarcerato a Berlino, Bucky riceve la visita del colonnello Helmut Zemo, che, impersonando uno psichiatra che ha già ucciso, usa la combinazione di parole dell'Hydra per scatenare la sua furia. Steve riesce a fermare Barnes e fugge con lui insieme a Sam; dopo essere rinsavito, Bucky rivela che il responsabile degli attacchi è Zemo, che è diretto alla base siberiana dove era rinchiuso insieme ad altri Soldati d'Inverno, creati con il siero rubato, che riposano nel sonno criogenico. Rogers e Wilson reclutano Wanda, Clint Barton e Scott Lang, mentre Stark recluta Natasha, T'Challa, James Rhodes, Visione e un giovane Peter Parker. La squadra di Iron Man intercetta Captain America e la sua squadra all'aeroporto di Lipsia-Halle, dove le due fazioni si scontrano; durante la battaglia Romanoff decide di lasciar fuggire Rogers e Barnes, che si recano in Siberia per fermare Zemo. Il resto della loro squadra viene catturato, mentre Rhodes rimane paralizzato alle gambe dopo essere stato colpito inavvertitamente dal raggio di Visione.
Mentre Natasha fugge in esilio, Tony scopre che Zemo è il vero responsabile degli attentati, così raggiunge Steve e Bucky in Siberia, stringendo una tregua con loro, senza sospettare di essere stato seguito da T'Challa. I tre scoprono che gli altri Soldati d'Inverno sono stati uccisi da Zemo, che rivela di essere un sokoviano in cerca di vendetta per la morte della sua famiglia durante la battaglia di Sokovia. Zemo mostra loro un video del dicembre 1991, in cui Howard e Maria Stark, i genitori di Tony, vengono brutalmente uccisi da un Barnes completamente sordo alle loro implorazioni. Furioso, Tony attacca Bucky e, durante lo scontro, quest'ultimo perde il suo braccio metallico e giace al suolo. Segue uno scontro feroce tra Rogers e Tony, terminato quando Steve disattiva l'armatura di Stark distruggendone il nucleo. Captain America se ne va insieme a Bucky, lasciando a terra il suo scudo. All'esterno T'Challa trova Zemo, che, dopo aver raccontato il motivo del suo odio verso gli Avengers, tenta di suicidarsi, ma viene fermato da T'Challa e consegnato alle autorità.
Tempo dopo, Stark regala a Rhodes un esoscheletro per aiutarlo a camminare, e nel frattempo Rogers fa evadere i suoi compagni che, grazie a T'Challa, trovano asilo in Wakanda. Bucky si lascia ibernare nuovamente grazie al sonno criogenico finché non sarà trovata una cura per il suo cervello condizionato. Nella scena dopo i titoli di coda, Parker prova un nuovo gadget datogli da Stark.

## Personaggi
- Steve Rogers / Captain America, interpretato da Chris Evans: leader di una delle due fazioni di Avengers,[1] è un veterano della seconda guerra mondiale potenziato grazie a un siero sperimentale, ed è rimasto congelato per settant'anni prima di essere ritrovato tra i ghiacci.[2] Riguardo al suo ruolo nel film, Evans ha detto: "Cap viene da un mondo con un ordine, un'organizzazione, una gerarchia, una struttura. E penso che dopo Cap 2, dopo la caduta della S.H.I.E.L.D., Cap abbia capito che non bisogna necessariamente fidarsi delle persone intorno a te - o fidarsi del sistema. E penso che stia cominciando a seguire il suo cuore, a fare ciò che vuole, e il risultato è questo ribaltamento di prospettiva".[3] Anthony Russo ha spiegato che l'arco narrativo del personaggio lo trasforma dall'essere il più grande soldato che puoi desiderare a una sorta di volontario propagandista, e entro la fine del film diventa un ribelle, un insorto".[4]
- Tony Stark / Iron Man, interpretato da Robert Downey Jr.: leader di una delle due fazioni di Avengers,[1] brillante ingegnere, playboy e filantropo, creatore dell'armatura high-tech da lui stesso indossata.[2] Sull'evoluzione del personaggio rispetto ai film precedenti, Downey ha affermato che "È normale cambiare il proprio punto di vista. La cosa importante per me è... quale incidente e in quale contesto potremo trovare Tony? Gli indizi su come cambierà sono in Avengers: Age of Ultron".[5] Downey ha poi aggiunto che "[Tony] è cresciuto all'ombra di questa relazione padre-figlio che Howard Stark ha avuto con Steve, quindi penso che sia spinto da alcuni motivi inconsci. Allo stesso tempo, [Steve e Tony] vengono da due generazioni completamente differenti sul piano della moralità. Cap è più onesto. Ma penso che Tony sia un realista".[3] Inizialmente la Marvel voleva che la parte di Downey fosse più piccola ma l'attore "ha chiesto che Stark avesse un ruolo più importante nel film".[6]
- Natasha Romanoff / Vedova Nera, interpretata da Scarlett Johansson: membro degli Avengers e alleata di Iron Man;[1] è un'ex-spia altamente addestrata dello S.H.I.E.L.D..[7] Parlando del ruolo del suo personaggio dopo gli eventi di Age of Ultron, Johansson ha affermato: "Penso che il suo passato continuerà sempre a perseguitarla. Sta cercando di andare avanti, di mettere a posto i pezzi della sua vita. Penso che vedremo alcune di queste cose in Cap 3. E certamente ha uno scopo più grande, e penso che questo scopo sia caricato da questa necessità di fuggire dal suo passato. [Il passato] è sempre là, incombe sulle sue spalle".[8] Riguardo al cambio di lealtà del personaggio, Anthony Russo ha spiegato che "con la testa è dalla parte di Tony, ma con il cuore è dalla parte di Cap".[4] Joe Russo ha aggiunto:" Abbiamo pensato che fosse interessante prendere il suo legame [con Captain America], che è molto forte in Winter Soldier, e metterlo alla prova. Lei sa che hanno fatto degli errori che sono visibili a tutti, e cerca di convincere Steve che non tutto è bianco e nero come lo vede lui, e che forse anche gli Avengers hanno delle colpe".[4]
- Bucky Barnes / Soldato d'Inverno, interpretato da Sebastian Stan: migliore amico di Steve Rogers e suo alleato,[1] è stato trasformato in uno spietato assassino dopo un lavaggio del cervello.[9] Parlando dell'evoluzione del personaggio da The Winter Soldier, Joe Russo ha affermato che "in quel film aveva uno scopo ben preciso, era una macchina assassina, e può Cap rompere le difese di questa macchina dell'Hydra così ben addestrata? Perciò quello che è rimasto da mostrare del personaggio è la sua personalità, esattamente come ha fatto Ed Brubaker nei fumetti. La domanda filosofica che vogliamo affrontare in Cap 3 è 'può essere perdonato'? È il più cattivo assassino mai visto o è un prigioniero di guerra che soffre? Dove vive ora? Gli tornerà mai la memoria? Se non ricorderà mai nulla, puoi chiamarlo Bucky Barnes o è qualcuno completamente nuovo? Per questo è un personaggio molto affascinante da mostrare. È ricco di sfumature".[10]
- Sam Wilson / Falcon, interpretato da Anthony Mackie: membro degli Avengers e alleato di Captain America,[1] è un militare specializzato in combattimenti aerei grazie a una speciale tuta alata.[11] Parlando del rapporto tra Wilson e Rogers, Mackie ha affermato che "Quello che è bello è che c'è un rispetto reciproco. Quello che è bello [di Captain America: Civil War] è che vedrete il loro rapporto crescere".[12]
- James Rhodes / War Machine, interpretato da Don Cheadle: membro degli Avengers e alleato di Iron Man;[1] è ufficiale della U.S. Air Force.[13]
- Clint Barton / Occhio di Falco, interpretato da Jeremy Renner: un abile arciere, ex-agente dello S.H.I.E.L.D. e alleato di Captain America.[1][14] Parlando del ruolo di Occhio di Falco all'interno del Marvel Cinematic Universe, Renner ha affermato: "Mi piace far parte del gruppo. Non sto affatto scalpitando per fare un film solista. Penso che Occhio di Falco sia un personaggio utile che può rimbalzare da un film all'altro, specialmente film come Cap 3".[15]
- T'Challa / Black Panther, interpretato da Chadwick Boseman: principe dello stato africano del Wakanda e alleato di Iron Man.[1][2] Parlando dell'inclusione di Black Panther nel film, Kevin Feige ha spiegato: "Il motivo per cui l'abbiamo introdotto in Civil War è perché avevamo bisogno di una terza parte. Avevamo bisogno di qualcuno nuovo che non fosse collegato ai Vendicatori e con un punto di vista molto diverso sia da quello di Tony che di Steve. Ci siamo detti 'Abbiamo bisogno di qualcuno come Black Panther... perché non usiamo semplicemente Black Panther?". Feige ha aggiunto che T'Challa è nelle fasi iniziali del suo ruolo come Black Panther.[16] Boseman ha lavorato da solo sull'accento wakandiano, che ha mantenuto per tutta la durata delle riprese, anche fuori dal set, mentre la lingua wakandiana è basata sulla lingua xhosa.[17] Boseman ha firmato un contratto per cinque film con la Marvel.[18]
- Visione, interpretato da Paul Bettany: membro degli Avengers e alleato di Iron Man,[1] è un androide creato usando l'intelligenza artificiale J.A.R.V.I.S. e la Gemma della Mente.[13]
- Wanda Maximoff / Scarlet Witch, interpretata da Elizabeth Olsen: membro degli Avengers, è una ragazza nativa della Sokovia, ha poteri telecinetici, telepatici e ipnotici e alleata di Captain America.[19] Descrivendo il suo ruolo nel film, Olsen ha detto: "Se la sta cavando. È confusa, è in conflitto con sé stessa. Ma ha trovato delle persone con cui crede di essere in sintonia, e cerca di cavarsela. Sono state rilasciate delle immagini delle fazioni di Cap e di Iron Man, ma lei non c'è. È un'incognita, e a me piace essere l'incognita, la carta jolly".[20] Olsen ha aggiunto che il personaggio "sta maturando e sta cominciando a capire i propri poteri, ed è in conflitto riguardo al modo in cui usarli".[21]
- Scott Lang / Ant-Man, interpretato da Paul Rudd: un ex-ladruncolo e alleato di Captain America che entra in possesso di una tecnologia che gli permette di ridurre o aumentare le sue dimensioni e allo stesso tempo aumentare la sua forza.[1][13][22]
- Sharon Carter / Agente 13, interpretata da Emily VanCamp: ex-agente S.H.I.E.L.D., ora agente della CIA e alleata di Captain America.[1][13]
- May Parker, interpretata da Marisa Tomei: la zia di Peter Parker.[23]
- Peter Parker / Spider-Man, interpretato da Tom Holland: un adolescente alleato di Iron Man che ha da poco acquisito abilità simili a quelle di un ragno dopo essere stato morso da un ragno geneticamente modificato.[24][25][26] Feige ha spiegato che il personaggio è indeciso sul ruolo dei supereroi: "Vuole davvero essere come questi personaggi? Vuole avere a che fare con loro? In che modo influisce sulla sua evoluzione questo suo essere un eroe con i piedi per terra ma con questi enormi poteri? Sono queste le cose che hanno affrontato Stan Lee e Steve Ditko nei primi dieci anni di vita del personaggio, e ora possiamo affrontarle pure noi in un film".[27] Holland ha firmato per almeno tre film, senza considerare la sua apparizione in Civil War.[28]
- Brock Rumlow / Crossbones, interpretato da Frank Grillo: ex-comandante della squadra antiterrorismo S.T.R.I.K.E. e agente dell'Hydra.[29]
- Everett Ross, interpretato da Martin Freeman: un membro del Joint Counter Terrorist Centre;[30][31] Feige ha spiegato che il personaggio di Freeman appare brevemente nel film, con l'intenzione di ampliare il suo ruolo in film futuri.[32]
- Thaddeus "Thunderbolt" Ross, interpretato da William Hurt: segretario di Stato degli Stati Uniti ed ex-generale dell'esercito statunitense che ha dato la caccia a Hulk per anni.[13][33] Parlando del suo ritorno nel MCU, Hurt ha detto: "Non penso sia un ritorno, penso sia un'iterazione completamente nuova",[34] aggiungendo che "hanno preso il personaggio che compariva ne L'incredibile Hulk e ne hanno fatto una nuova versione, molto più moderna".[35]
- Helmut Zemo, interpretato da Daniel Brühl: un ex colonnello delle forze speciali sokoviane, ossessionato dal distruggere gli Avengers.[36][37] Zemo, che usa diversi nomi nel film, non indossa la maschera tipica del personaggio. Brühl ha affermato che il personaggio è vagamente ispirato alla sua controparte cartacea.[38] Joe Russo ha aggiunto che il film mostrerà una "nuova ed eccitante" versione del personaggio, non ancorata alla mitologia dei fumetti.[4] Feige ha spiegato che il personaggio è "un prodotto del Marvel Cinematic Universe e di tutto quello che è accaduto in quell'universo fino a questo punto".[32] Brühl ha affermato che Zemo potrebbe apparire in futuri film del MCU,[38] e il produttore esecutivo Nate Moore ha aggiunto che il ruolo del personaggio verrà ampliato in film futuri.[32]

John Slattery e Kerry Condon riprendono i rispettivi ruoli di Howard Stark e F.R.I.D.A.Y. dai precedenti film dell'MCU. John Kani appare nei panni di T'Chaka, padre di T'Challa; Hope Davis appare nei panni di Maria Stark, la defunta madre di Tony Stark; Gene Farber appare nei panni di Vasily Karpov, l'ufficiale dell'Hydra che ha supervisionato il programma del Soldato d'Inverno; e Florence Kasumba interpreta Ayo, un membro delle Dora Milaje. Alfre Woodard, interprete di Mariah Dillard nella serie televisiva del MCU Luke Cage, interpreta Miriam Sharpe, madre di un cittadino americano morto durante la battaglia di Sokovia. Woodard è stata scelta su suggerimento di Downey Jr. prima di entrare nel cast di Luke Cage. Jim Rash appare nei panni di un membro di facoltà del MIT. Stan Lee compare in un cameo nei panni di un autista della FedEx. Il co-regista Joe Russo compare in un cameo nei panni di Theo Broussard, uno psichiatra assassinato da Zemo.

## Produzione

### Sviluppo
(Kevin Feige, presidente dei Marvel Studios.)
Nel gennaio 2014 Anthony e Joe Russo firmarono per tornare alla regia del terzo film di Captain America; inoltre vengono confermati nuovamente gli sceneggiatori Christopher Markus e Stephen McFeely.
Nell'aprile 2014 Joe Russo ha descritto il film come il proseguimento della storia di Captain America: The Winter Soldier: "Quel che c'è di bello in questo film... è che è una storia in due parti. C'è un percorso che il Soldato d'Inverno deve ancora completare. Ci è sembrato che fosse logico che [Captain America 3] riguardasse il completamento di questo percorso". Anthony Mackie, interprete di Falcon, ha affermato che "Nei fumetti, Cap chiama sempre Falcon in suo aiuto, e poi vanno in direzioni opposte. Avengers 2 è uno di quei casi in cui Cap va via e fa le sue cose. Poi torna indietro e chiede il mio aiuto per Captain America 3. Che riprenderà da dove ci eravamo fermati e Avengers 2 sarà il seguito di qualcos'altro". Sempre ad aprile la Marvel ha fissato la data di uscita del film al 6 maggio 2016, e Trent Opaloch, direttore della fotografia di The Winter Soldier, ha confermato che tornerà per il sequel. Nel luglio 2014 Markus e McFeely rivelarono di essere a metà della prima bozza della sceneggiatura, e che le riprese erano fissato all'aprile 2015. Il mese seguente affermarono di star cercando di rendere il film un amalgama tra Il primo Vendicatore e The Winter Soldier.
Nell'agosto 2014 i Russo dissero che il film è ambientato "un paio d'anni" dopo The Winter Soldier e continuerà a soffermarsi sul rapporto di Steve Rogers con Bucky Barnes continuando a soffermarsi anche sui temi politici collegati a Captain America. "Il personaggio è stato inventato con un preciso scopo politico. Quindi è difficile allontanarsi da questa sua natura", ha affermato Anthony Russo. I Russo hanno rivelato che introdurranno anche "nuovi elementi che stravolgeranno il Soldato d'Inverno." Sempre ad agosto confermarono che le riprese sarebbero partite nell'aprile 2015 ad Atlanta. Rivelarono inoltre che il titolo del film sarebbe stato annunciato "In un mese o poco più al massimo", e che il concept del film venne da Kevin Feige (presidente dei Marvel Studios), che aveva in mente "probabilmente da dieci anni". Nel settembre 2014 Joe Russo rivelò che il film avrebbe avuto "una grande idea che altererà l'universo interno, in modo simile alla caduta della S.H.I.E.L.D. in The Winter Soldier", mentre il resto del film, dai personaggi alla storia, sarà molto aperto all'interpretazione dei Russo e degli sceneggiatori.

### Pre-produzione
Nell'ottobre 2014 Robert Downey Jr. entrò in trattative finali per riprendere il suo ruolo come Iron Man nel film. Downey è stato aggiunto in modo da poter adattare il crossover fumettistico Civil War, nel quale Iron Man si scontra con Captain America. Alla fine del mese venne confermato che Sebastian Stan sarebbe tornato nei panni di Bucky Barnes / Soldato d'Inverno, e qualche giorno dopo la Marvel annunciò che il titolo del film sarebbe stato Captain America: Civil War, rivelando inoltre che Chadwick Boseman sarebbe apparso nel film nei panni di Black Panther prima del suo film. Feige ha inoltre confermato che il film è il primo della Fase Tre del MCU. Nel novembre 2014 Daniel Brühl entrò nel cast in un ruolo non specificato, mentre Anthony Mackie e Frank Grillo vennero confermati per tornare nei panni di Sam Wilson / Falcon e Brock Rumlow / Crossbones.
Nel novembre 2014, in seguito alla diffusione dei documenti riservati della Sony Pictures, alcune e-mail tra l'amministratrice delegata Amy Pascal e il presidente Doug Belgrad mostrarono che la Marvel voleva includere Spider-Man (i cui diritti cinematografici sono in mano alla Sony) nel film. Le trattative saltarono, e la Marvel andò avanti senza l'inclusione del personaggio. Tuttavia nel febbraio 2015 la Sony Pictures e i Marvel Studios annunciarono l'inclusione del personaggio nel MCU, e nei mesi seguenti viene riportato che il personaggio avrebbe debuttato in Civil War.
Nel gennaio 2015 Mackie rivelò che il film sarebbe stato girato, oltre che ad Atlanta, anche a Porto Rico e Berlino, mentre i Russo confermarono il ritorno di Scarlett Johansson nei panni di Natasha Romanoff / Vedova Nera. Sempre a gennaio, McFeely rivelò che l'idea di basare un film su "Civil War" era da tempo in sviluppo ai Marvel Studios, spiegando: "È una sfida farlo e fare in modo che tutti i personaggi che abbiamo introdotto nel MCU abbiano il loro spazio e suonino correttamente. Perché c'è una differenza tra i personaggi di Civil War, che è stato scritto nel 2006, 2007. Il MCU non esisteva [quando è stato scritto]. Non c'era un Robert Downey, Jr. o un Chris Evans che abbia aiutato a creare il personaggio e quindi dovevamo essere sicuri che il tutto fosse al proprio posto e che fossimo in grado di dare il giusto servizio ai personaggi senza renderli delle semplici copie dei personaggi [del fumetto]."
Nel marzo 2015 venne confermato il ritorno di Jeremy Renner nei panni di Clint Barton / Occhio di Falco. Nell'aprile 2015 è stato rivelato che il film sarebbe stato convertito in 3D in post-produzione, e Brühl confermò di interpretare il barone Helmut Zemo. Inoltre Elizabeth Olsen confermò che sarebbe tornata nei panni di Wanda Maximoff / Scarlet Witch.

### Riprese

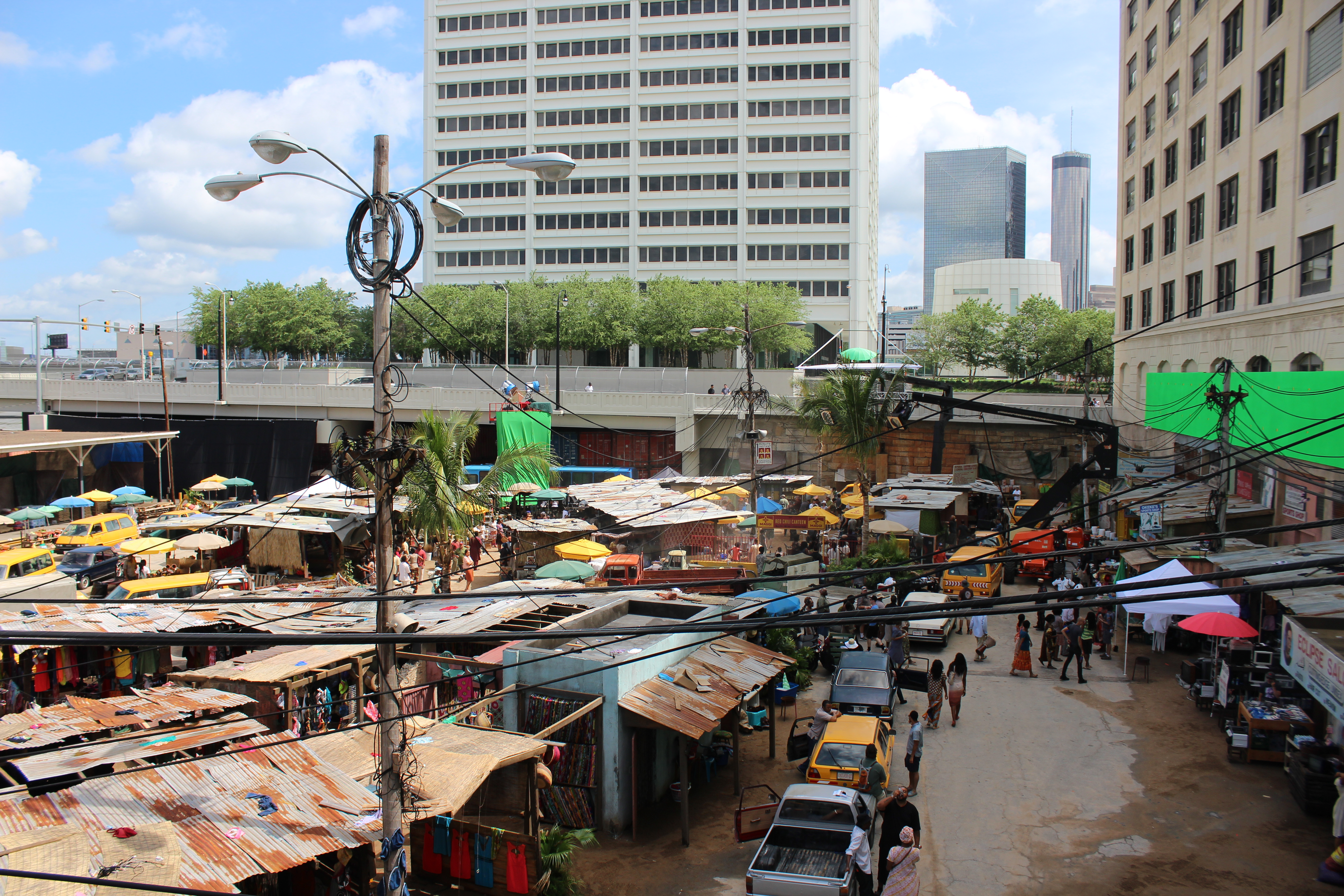
Il set di Captain America: Civil War ad Atlanta

Le riprese del film sono cominciate il 27 aprile 2015 ai Pinewood Studios di Atlanta, Georgia, con il titolo di lavorazione "Sputnik". Altre location nell'area metropolitana di Atlanta sono il distretto Buckhead ad Atlanta, la Peachtree Christian Church a Midtown Atlanta, Downtown Atlanta e Norcross, in Georgia. Le riprese si sono svolte anche a Porto Rico, a Berlino e in Islanda Il film è il primo a usare le nuove macchine da presa digitali IMAX 2D, sviluppate in collaborazione con Arri. Joe Russo ha affermato che circa quindici minuti del film sono stati girati con queste nuove camere.
Nel maggio 2015 Martin Freeman entra nel cast in un ruolo non specificato, e nello stesso mese viene confermato il ritorno di Paul Bettany, Don Cheadle, Paul Rudd, Emily VanCamp e William Hurt nei rispettivi ruoli di Visione, James Rhodes / War Machine, Scott Lang / Ant-Man, Sharon Carter / Agent 13, e Thaddeus "Thunderbolt" Ross. A fine giugno Tom Holland viene scelto come nuovo interprete di Peter Parker / Spider-Man, e viene riportato che il personaggio avrebbe debuttato in Civil War. La Marvel non ha inizialmente confermato la partecipazione di Holland al film, a causa di una clausola contrattuale che gli impedisce di parlare pubblicamente della sua inclusione. Nel luglio 2015 Jonathan M. Goldstein, uno degli sceneggiatori del nuovo film di Spider-Man, ha confermato che Holland sarebbe apparso nel film, notizia in seguito confermata da Entertainment Weekly. A inizio agosto le riprese si sono spostate in Germania; le location tedesche includono lo Stadio Olimpico di Berlino e l'aeroporto di Lipsia-Halle. Le riprese sono terminate il 28 agosto.

### Post-produzione
Nel settembre 2015 Mark Ruffalo, interprete di Bruce Banner / Hulk nei film del Marvel Cinematic Universe, ha rivelato che il suo personaggio era incluso nella sceneggiatura iniziale, ma che è stato in seguito eliminato a causa del finale di Avengers: Age of Ultron, poiché la Marvel vuole "tenere segreta la rivelazione su che fine abbia fatto, perché è qualcosa di veramente grosso". Markus ha aggiunto che il personaggio non è stato incluso perché, oltre a non apparire nel fumetto, la sua comparsa avrebbe modificato radicalmente le sorti dello scontro, e "bisogna decidere quali personaggi usare in base al tipo di lotta che vogliamo mostrare".
Parlando del processo di post-produzione nel gennaio 2016, i fratelli Russo hanno affermato: "È il processo di post-produzione più facile che abbiamo mai fatto. Siamo molto contenti di come sta venendo il film. Tutti sono contenti. La parte difficile sono gli effetti visivi, poiché è un film molto complicato e ci sono delle grosse sequenze. Gli effetti sono su una scala molto più grande rispetto a Winter Soldier. È questa la parte più difficile poiché non abbiamo molto tempo e tutti si aspettano grandi cose [...] Termineremo il film nei prossimi due mesi e mezzo". Inoltre affermarono che ci sarebbero state alcune riprese aggiuntive a metà gennaio. A febbraio viene rivelato che il personaggio interpretato da Freeman è Everett Ross. Il 16 marzo 2016 i Russo hanno affermato che il film sarebbe stato pronto "all'incirca tra una settimana e mezzo", e Joe ha confermato la presenza di scene post-titoli di coda, due o tre in totale. Il film è stato completato il 4 aprile 2016.
Nell'aprile 2016 Feige ha rivelato che il regista di Black Panther Ryan Coogler ha contribuito alla scrittura dei dialoghi del personaggio durante le riprese aggiuntive. Nello stesso mese è stata rivelata la presenza nel cast di Alfre Woodard, Jim Rash e Marisa Tomei. Gli effetti speciali del film sono curati dalla Industrial Light & Magic.

## Colonna sonora
Nell'agosto 2014 Joe Russo ha rivelato che Henry Jackman, autore delle musiche di Captain America: The Winter Soldier, tornerà per il sequel. Jackman ha spiegato che la colonna sonora riprenderà il suono industriale della traccia dedicata al Soldato d'Inverno del precedente film con l'aggiunta di nuovi elementi. La colonna sonora è stata pubblicata dalla Hollywood Records il 6 maggio 2016.

## Promozione

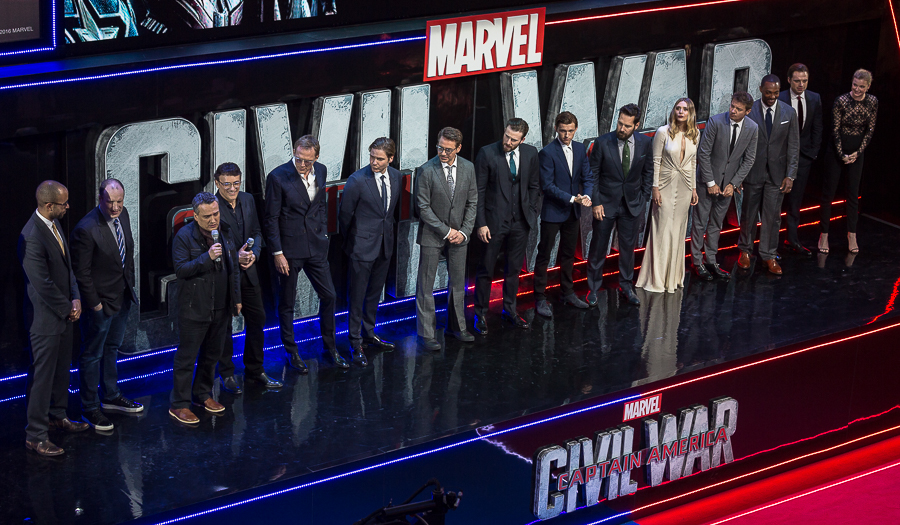
Il cast del film alla première londinese

Nel luglio 2015 la Marvel ha realizzato una campagna virale per Ant-Man con protagonista Leslie Bibb nei panni della giornalista Christine Everhart, già apparsa nei film di Iron Man, che presenta un finto telegiornale. In uno dei notiziari Everhart discute degli eventi che portano a Captain America: Civil War. La campagna virale è ripresa nell'aprile 2016, con un nuovo notiziario in cui Everhart discute con l'analista politico Will Adams, interpretato da Al Madrigal, dei danni collaterali causati dagli Avengers nelle loro battaglie e se essi debbano essere regolamentati dal governo. La scena post-crediti di Ant-Man inoltre è tratta dai giornalieri girati dai fratelli Russo per Captain America: Civil War. Feige ha spiegato che la sequenza sarebbe stata presente in Civil War, ma "con riprese e inquadrature diverse". Le prime scene del film sono state presentate ad agosto al D23 Expo 2015, ad Anaheim. Ulteriori sequenze sono state presentate a settembre 2015 all'Asian Pop Comic Convention. La Marvel Comics inoltre ha pubblicato un fumetto preludio al film, scritto da Will Corona Pilgrim e disegnato da Szymon Kudranski, che adatta gli eventi di Iron Man 3 e Captain America: The Winter Soldier. Il 10 febbraio 2016 è stato pubblicato un ulteriore preludio a fumetti scritto da Corona Pilgrim e disegnato da Lee Ferguson, Goran Sudžuka e Guillermo Mogorron e ambientato tra The Winter Soldier e Civil War.
Il teaser trailer del film è stato presentato il 24 novembre 2015 al Jimmy Kimmel Live! e pubblicato poco dopo online, anche in italiano. Nelle prime ventiquattro ore dalla pubblicazione il trailer ha ottenuto 61 milioni di visualizzazioni, superando le 34 milioni di visualizzazioni del primo trailer di Avengers: Age of Ultron nel 2014.
Il 7 febbraio 2016, in occasione del Super Bowl 50, è stato trasmesso un nuovo spot televisivo. Il 10 marzo 2016 viene pubblicato il secondo trailer, anche in italiano. Il trailer ha ottenuto quasi 95 milioni di visualizzazioni nelle prime ventiquattrore, superando il record del precedente trailer; inoltre, secondo l'azienda di analisi internet ZEFR, il trailer è stato visto oltre 62 milioni di volte in quattro giorni su YouTube e Facebook.

## Distribuzione

### Data di uscita
La première mondiale di Captain America: Civil War si è tenuta il 12 aprile 2016 al Dolby Theatre, ed è stato inoltre presentato il 13 aprile al CinemaCon. La première asiatica del film si è tenuta il 21 aprile al Marina Bay Sands di Singapore, mentre la première europea si è tenuta il 26 aprile al Vue Cinemas nel centro commerciale Westfield London. Il film è stato distribuito internazionalmente a partire dal 27 aprile 2016 in 37 paesi. Il film è stato distribuito il 4 maggio 2016 in Italia, e il 6 maggio 2016 negli Stati Uniti, anche in 3D e IMAX 3D.

### Edizione italiana
La direzione del doppiaggio e i dialoghi italiani sono stati curati da Marco Guadagno, per conto della Dubbing Brothers Int. Italia.

### Edizioni home video
Captain America: Civil War è stato distribuito da Walt Disney Studios Home Entertainment il 2 settembre 2016 in download digitale e il 13 settembre 2016 in Blu-ray e DVD. In Italia il film è stato distribuito il 14 settembre 2016 in download digitale e il 21 settembre in Blu-ray e DVD. La versione digitale e la versione Blu-ray contengono un'anteprima di Doctor Strange e un mockumentary umoristico diretto dal regista di Thor: Ragnarok Taika Waititi che mostra dov'erano Thor e Bruce Banner durante gli eventi di Civil War.

## Accoglienza

### Incassi
Captain America: Civil War ha incassato 408084349 $ in Nord America e 746962067 $ nel resto del mondo, per un totale mondiale complessivo di 1155046416 $, a fronte di un budget di produzione di 250 milioni di dollari.
Il film è il maggior incasso mondiale del 2016, il terzo maggiore incasso nel Nord America del 2016, il 30º film con maggiori incassi nella storia del cinema e il 10º maggiore incasso di sempre per un film di supereroi.

#### Nord America
Alle anteprime del giovedì sera ha incassato $25 milioni. La cifra comprende $3,1 milioni raccolti nel circuito IMAX, un record per un film Marvel. Nel week-end d'esordio il film ha incassato $179,1 milioni.

#### Internazionale
Civil War è stato distribuito a partire da una settimana prima della sua uscita statunitense in 61 paesi, all'incirca il 63% dei mercati internazionali. Il 27 aprile è stato distribuito in 15 paesi, incassando $14,9 milioni nel primo giorno; il 28 aprile è stato distribuito in altri 15 paesi dove ha incassato $23,8 milioni, e il 29 aprile ha aperto in ulteriori 8 territori, arrivando a un totale in tre giorni di $84 milioni in 38 paesi. Nei primi cinque giorni di programmazione il film ha incassato $200,2 milioni in 37 territori, aprendo al primo posto in ogni mercato eccetto il Giappone. Nel circuito IMAX ha incassato $9,6 milioni da 205 schermi.
Ha stabilito il miglior giorno d'apertura in Messico ($7,3 milioni), il secondo miglior giorno d'apertura in Brasile ($2,7 milioni), il miglior giorno d'esordio per un film di supereroi nei Paesi Bassi, il miglior giorno d'esordio del 2016 in Francia ($2,4 milioni), e il terzo miglior giorno d'apertura in Corea del Sud ($4,3 milioni), nelle Filippine ($1,5 milioni), Hong Kong ($1,1 milioni), Cile e America Centrale. I migliori giorni d'esordio sono stati registrati nel Regno Unito ($7 milioni), Giappone ($2,8 milioni) e Australia ($2,3 milioni). Il film ha stabilito dei record come miglior week-end d'esordio in Brasile ($12,3 milioni), Messico ($20,6 milioni) e nelle Filippine ($7,5 milioni). I migliori incassi nei primi giorni di programmazione sono stati registrati in Corea del Sud ($28,9 milioni), Regno Unito ($20,5 milioni), Australia ($10,9 milioni), Francia ($10,1 milioni), Germania ($8,1 milioni), Taiwan ($8,1 milioni) e Giappone ($7,1 milioni). In particolare in Corea del Sud il film ha stabilito un record come miglior esordio per un film non coreano e miglior esordio per un film Marvel. Il Giappone è stato uno dei pochi paesi in cui il film non ha aperto al primo posto del box-office, aprendo al terzo posto con un incasso nel week-end di $4,2 milioni ($7,1 milioni includendo l'incasso del venerdì). Nel Regno Unito il film è stato distribuito durante il week-end della bank holiday e ha incassato $20,9 milioni in tre giorni e $27,6 milioni in quattro giorni. L'incasso dei tre giorni è il secondo più alto di sempre per un film Marvel, dietro soltanto a Avengers: Age of Ultron. In Cina il film ha esordito con $2,6 milioni alle anteprime del giovedì, il quarto miglior esordio per un film hollywoodiano, e ha incassato $30,6 milioni nel giorno d'esordio, comprese le anteprime, il quarto miglior esordio di sempre per un film hollywoodiano.

### Critica
Il film è stato accolto positivamente dalla critica cinematografica. Su Rotten Tomatoes ha un indice di gradimento del 90%, con un voto medio di 7,8 su 10, basato su 431 recensioni; il consenso critico del sito recita: "Captain America: Civil War da inizio alla nuova ondata di film Marvel con un blockbuster di supereroi pieno d'azione che vanta una trama decisamente poco fumettistica e il coraggio di esplorare temi che fanno riflettere". Su Metacritic ha una valutazione media di 75 su 100, basata su 52 recensioni.
Justin Chang di Variety lo ha definito "il più maturo e importante film emerso finora dal Marvel Cinematic Universe". Sheri Linder di The Hollywood Reporter ha scritto: "Chiamatela "guerra civile" o proseguimento di un brand; chiamatelo "cinematic universe" o colosso industriale - il più recente spettacolo della Marvel porta il franchise d'azione dello studio a un livello che soddisferà sicuramente i fan". Dan Jolin di Empire ha scritto che "combinando la sua scala di blockbuster e il suo spettacolo con l'intelligenza di grande e maturo thriller, Captain America: Civil War è il miglior film dei Marvel Studios".
In Italia Andrea Facchin di BestMovie.it ha lodato il film, scrivendo che "Civil War eleva al punto più alto la continuità narrativa degli Studio di Kevin Feige" e lodando la sceneggiatura di McFeely e Markus e la regia dei fratelli Russo. Gabriele Niola di BadTaste.it è stato più critico nei confronti del film, affermando che è "impeccabile ma privo di personalità, replica tutto il già visto e convince a tratti, specie con l'introduzione di Spider-Man". Più calorosa la reazione di Alberto Brambilla su Fumettologica, che definisce il film un prodotto "con dialoghi asciutti e ben calibrati, mai inutili e spesso divertenti tra una scena d'azione e l'altra".

## Riconoscimenti
- 2016 – Critics' Choice Awards
  - Candidatura al miglior film d'azione
  - Candidatura al miglior attore in un film d'azione a Chris Evans
  - Candidatura alla miglior attrice in un film d'azione a Scarlett Johansson
- 2016 – Golden Schmoes Awards
  - Performance rivelazione dell'anno a Tom Holland
  - Miglior sequenza d'azione dell'anno ("La battaglia all'aeroporto")
  - Candidatura al film preferito dell'anno
  - Candidatura al film più sopravvalutato dell'anno
  - Candidatura ai migliori effetti speciali dell'anno
  - Candidatura al personaggio più alla moda dell'anno a Black Panther
  - Candidatura al personaggio più alla moda dell'anno a Spider-Man
  - Candidatura al miglior DVD/Blu-Ray dell'anno
  - Candidatura alla scena più memorabile dell'anno ("L'entrata in scena di Spider-Man")
  - Candidatura al miglior trailer dell'anno
- 2016 – Golden Trailer Awards
  - Miglior Blockbuster estivo
- 2016 – Las Vegas Film Critics Society Awards (Sierra Awards)
  - Miglior film d'azione
- 2016 – Phoenix Film Critics Society Awards
  - Candidatura ai migliori effetti speciali
- 2016 – Teen Choice Awards
  - Miglior film sci-fi/fantasy
  - Miglior attore in un film sci-fi/fantasy a Chris Evans
  - Candidatura al miglior attore in un film sci-fi/fantasy a Robert Downey Jr.
  - Candidatura alla miglior attrice in un film sci-fi/fantasy a Scarlett Johansson
  - Candidatura alla miglior intesa in un film a Robert Downey Jr., Scarlett Johansson, Don Cheadle, Paul Bettany e Chadwick Boseman
  - Candidatura alla miglior intesa in un film a Chris Evans, Sebastian Stan, Anthony Mackie, Elizabeth Olsen e Jeremy Renner
  - Candidatura al miglior bacio in un film a Chris Evans e Emily VanCamp
  - Candidatura al miglior cattivo a Daniel Brühl
  - Candidatura al miglior ruba-scena in un film a Chadwick Boseman
  - Candidatura al miglior ruba-scena in un film a Tom Holland
- 2017 – E! People's Choice Awards
  - Attore preferito in un film d'azione a Robert Downey Jr.
  - Candidatura al film preferito
  - Candidatura al film d'azione preferito
  - Candidatura all'attore preferito in un film a Robert Downey Jr.
  - Candidatura all'attrice preferita in un film a Scarlett Johansson
  - Candidatura all'attore preferito in un film d'azione a Chris Evans
  - Candidatura all'attrice preferita in un film d'azione a Scarlett Johansson
- 2017 – Empire Awards[131]
  - Candidatura al miglior debutto maschile a Tom Holland
  - Candidatura al miglior thriller
  - Candidatura ai migliori costumi
  - Candidatura ai migliori effetti visivi
- 2017 – Jupiter Award
  - Candidatura alla miglior attrice internazionale a Scarlett Johansson
  - Candidatura al miglior film internazionale
- 2017 – Nickelodeon Kids' Choice Awards
  - Miglior attore "degno di nota" a Chris Evans
  - Candidatura al film preferito
  - Candidatura all'attore cinematografico preferito a Robert Downey Jr.
  - Candidatura all'attore cinematografico preferito a Chris Evans
  - Candidatura all'attrice cinematografica preferita a Scarlett Johansson
  - Candidatura alla miglior attrice "degna di nota" a Scarlett Johansson
  - Candidatura alla miglior amicizia-rivalità in un film a Chris Evans e Robert Downey Jr.
  - Candidatura alla miglior squadra in un film a Chris Evans, Robert Downey Jr., Scarlett Johansson, Sebastian Stan, Anthony Mackie, Don Cheadle, Jeremy Renner, Chadwick Boseman, Paul Bettany e Elizabeth Olsen
- 2017 – Saturn Award
  - Miglior attore emergente a Tom Holland
  - Candidatura alla migliore trasposizione da fumetto a film
  - Candidatura al miglior attore a Chris Evans
  - Candidatura al miglior attore non protagonista a Chadwick Boseman
  - Candidatura alla miglior attrice non protagonista a Scarlett Johansson
  - Candidatura alla miglior regia ad Anthony e Joe Russo
  - Candidatura al miglior montaggio a Jeffrey Ford e Matthew Schmidt
  - Candidatura alla miglior scenografia a Owen Paterson
- 2017 – Screen Actors Guild Awards
  - Candidatura alle migliori controfigure cinematografiche
- 2017 – World Stunt Awards
  - Miglior Lavoro in Alto
  - Miglior Stunt Femminile Assoluto
  - Miglior Lavoro Sodo
  - Candidatura al miglior Combattimento
  - Candidatura al miglior Coordinatore di Stunt e/o Direttore delle Unità in seconda

## Sequel
Kevin Feige ha affermato che Civil War sarebbe stato l'ultimo capitolo della trilogia dedicata a Captain America cominciata con Captain America - Il primo Vendicatore. Nonostante il film fosse l'ultima pellicola stand-alone prevista dal contratto di Chris Evans, l'attore si è detto disponibile a estendere il suo contratto con la Marvel dopo Avengers: Infinity War e Avengers: Endgame, ultimi film previsti dal suo contratto. Tuttavia in un'intervista rilasciata il 22 marzo 2018 al New York Times, Evans ha rivelato che dopo aver terminato le riprese di Endgame avrebbe dato il suo addio al MCU. Nell'aprile 2021 è stato rivelato che era in sviluppo un quarto film di Captain America, intitolato Captain America: Brave New World, con i creatori di The Falcon and the Winter Soldier. Nel luglio 2022 è stato annunciato che il regista sarebbe stato Julius Onah. Il film è uscito il 14 febbraio 2025 negli Stati Uniti. Le riprese sono iniziate nel marzo 2023 ad Atlanta e sono terminate nel giugno 2023.